# التجمع الوطني للديمقراطية (بنين)
التجمع الوطني للديمقراطية (بالفرنسية: Rassemblement national pour la démocratie)‏ هو حزب سياسي في بنين. تم الاعتراف به قانونيًا في 5 أكتوبر 1990.
في عام 1997، أصبح أبيمبولا أديبايو عناني رئيسًا للحزب.
في الانتخابات الرئاسية عام 2001، تلقى عناني الدعم من الحزب والجبهة الشعبية للجمهورية. انسحب عناني لاحقًا لصالح ماثيو كيريكو.